# Пласківщина
Пласкі́вщина — село в Україні, у Миргородському районі Полтавської області. Населення становить 51 осіб. Входить до складу Сенчанської сільської громади.

## Географія
Село Пласківщина знаходиться на лівому березі річки Бодаква, яка через 4 км впадає в річку Сула, вище за течією на відстані 4,5 км розташоване село Забодаква (зняте з обліку), на протилежному березі - село Бодаква. Поруч проходить залізниця, станція Бодаква за 2 км.

## Історія
- 1919 - дата заснування як село Дубина.
- 1934 - перейменоване в село Пласківщина.
- До 2020 року орган місцевого самоврядування — Корсунівська сільська рада.

## Населення

### Мова
Розподіл населення за рідною мовою за даними перепису 2001 року:
| Мова       | Кількість | Відсоток |
| ---------- | --------- | -------- |
| українська | 51        | 100%     |